# Karl Wilhelm Bink
Karl Wilhelm Bink (* 29. April 1887 in Mandtkeim, Samland; † 14. Juli 1953 in Göttingen) war ein deutscher Gymnasiallehrer. Bekannt wurde er als niederdeutscher Schriftsteller.

## Leben
Bink war seit 1906 Lehrer und machte in Königsberg das Abitur als Externer. Er studierte an der Albertus-Universität Königsberg. Mit einer Doktorarbeit über Sudauen wurde er 1923 zum Dr. phil. promoviert. Er war dann Studienrat an der Vorstädtischen Oberrealschule. Bei seinem Hang zur plattdeutschen Sprache gründete er 1918 die Niederdeutsche Bühne Königsberg, mit der er in ganz Norddeutschland und im Hörfunk spielte. Die meisten Stücke schrieb er selbst. Er publizierte Aufsätze in verschiedenen Zeitschriften und gab Der Jungprutze heraus.